# CCCチーム
CCCチーム（CCC Team）は、ポーランドに本拠地を置く、自転車競技、ロードレースのチーム。2011年シーズンより、18あるUCIプロチーム（現UCIワールドチーム）の一つとなった。

## 概要
かつて、1980年レークプラシッドオリンピックでスピードスケート5種目完全制覇を果たしたエリック・ハイデンが在籍したこともあった自転車チーム、セブンイレブン・サイクリングチームを結成した経験を持つジム・オホヴィチュが2007年、後にゼネラル・マネージャーを務めたギャビン・チルコットと、後にレース監督を務めたジョン・ルラングとともにBMC・レーシングチームを結成。スポンサーはスイスの自転車メーカーであるBMC。
2010年シーズンに、カデル・エヴァンス及びアレッサンドロ・バッランの、2人のロードレース世界チャンピオン経験者をはじめ、著名選手が大量に加入したことで、プロフェッショナルコンチネンタルチーム入りが承認された。
さらに2011年シーズンより、UCIプロチーム入りが承認された。カデル・エヴァンスが悲願のツール・ド・フランス総合優勝を果たす。
2015年、多くの勝利をチームに残し、カデル・エヴァンスは引退。
2016年、チーム・スカイの名アシスト選手であった、リッチー・ポートが加入。
2018年をもってBMCがスポンサーから撤退。ポーランドで靴の製造販売を行うCCCが新スポンサーとなり、チーム名はCCCチーム（CCC Team）となる。フレフ・ファン・アヴェルマートを中心としたチームに再編された。
2020年秋、来季の新たなスポンサーを見つけられなかったためにワールドチームのライセンスを当時UCIプロ・チームであったシルキュス・ワンティ・ゴベールに売却し事実上解散。シルキュス・ワンティ・ゴベールは2021年からUCIワールドチームのアンテルマルシェ・ワンティ・ゴベール・マテリオとして活動する。

## 主な実績

### 2008年
- ツアー・オブ・カリフォルニア 山岳賞　スコット・ナイダム

### 2010年
- フレッシュ・ワロンヌ 優勝　カデル・エヴァンス
- ジロ・デ・イタリア 区間優勝　カデル・エヴァンス(第7)、ポイント賞　カデル・エヴァンス、アッズッリ・ディタリア賞　カデル・エヴァンス
- ツール・ド・ロマンディ　スプリント賞　チャド・ベイヤー
- ツール・ド・スイス　ポイント賞　マルクス・ブルクハルト(第5,7優勝)、山岳賞、スプリント賞　マティアス・フランク

### 2011年
- ティレーノ〜アドリアティコ 総合優勝　カデル・エヴァンス
- ツール・ド・フランス 総合優勝　カデル・エヴァンス

### 2013年
- E3ハレルベーク　3位　ダニエル・オス
- ヘント〜ウェヴェルヘム　3位　フレフ・ファン・アヴェルマート
- ツール・ド・ロマンディ　山岳賞　マルクス・ブルクハルト
- ジロ・デ・イタリア　総合3位　カデル・エヴァンス

- イタリア選手権　優勝　マルコ・ピノッティ（タイムトライアル）、優勝　イヴァン・サンタロミータ（ロード）
- スイス選手権　優勝　ミヒャエル・シェーア（ロード）
- ノルウェー選手権　優勝　トル・フースホフト（ロード）
- ツール・ド・ポローニュ　区間優勝 トル・フースホフト（第3、5ステージ）、区間優勝 テイラー・フィニー（第4ステージ）
- ブエルタ・エスパーニャ　区間優勝　フィリップ・ジルベール（第12ステージ）
- グランプリ・シクリスト・ド・ケベック　3位　フレフ・ファン・アヴェルマート
- ツアー・オブ・北京　区間優勝　トル・フースホフト（第1ステージ）、チーム総合優勝

### 2014年
- ツアー・ダウンアンダー　総合2位　カデル・エヴァンス（第3ステージ優勝）、ヤングライダー賞　ロハン・デニス
- ボルタ・シクリスタ・ア・カタルーニャ　総合3位　ティジェイ・ヴァン・ガーデレン（第4ステージ優勝）
- ロンド・ファン・フラーンデレン　2位　フレフ・ファン・アヴェルマート
- ブエルタ・アル・パイスバスコ　チーム総合
- アムステル・ゴールドレース　優勝　フィリップ・ジルベール
- ツール・ド・ロマンディ　ポイント賞　マルティン・コーラー
- スロバキア選手権　優勝　ペーター・ヴェリトス（タイムトライアル）
- アメリカ合衆国選手権　優勝　テイラー・フィニー（タイムトライアル）
- エネコ・ツアー　区間優勝　フレフ・ファン・アヴェルマート（第5ステージ）
- ツアー・オブ・ペキン　総合優勝　フィリップ・ジルベール（第2ステージ優勝）
- ロード世界選手権　優勝（チームタイムトライアル）

### 2015年
- ツアー・ダウンアンダー　総合優勝、ヤングライダー賞　ロハン・デニス（第3ステージ優勝）
- ティレーノ～アドリアティコ　区間優勝　フレフ・ファン・アヴェルマート（第3ステージ）
- ボルタ・シクリスタ・ア・カタルーニャ　チーム総合
- ロンド・ファン・フラーンデレン　3位　フレフ・ファン・アヴェルマート
- パリ～ルーベ　3位　フレフ・ファン・アヴェルマート
- ジロ・デ・イタリア　総合敢闘賞　フィリップ・ジルベール（第12，18ステージ優勝）
- クリテリウム・ドゥ・ドーフィネ　総合2位　ティジェイ・ヴァン・ガーデレン、区間優勝（第3ステージ・チームタイムトライアル）
- スイス選手権　優勝　シルヴァン・ディリエル（タイムトライアル）、優勝　ダニーロ・ウィス（ロード）
- ツール・ド・フランス　区間優勝　ロハン・デニス（第1ステージ・ITT）、フレフ・ファン・アヴェルマート（第13ステージ）、チームタイムトライアル（第9ステージ）
- クラシカ・サンセバスティアン　2位　フィリップ・ジルベール
- ツール・ド・ポローニュ　総合3位　ベン・ヘルマンス
- エネコ・ツアー　区間優勝　マヌエル・クインツィアート（第7ステージ）
- ブエルタ・ア・エスパーニャ　区間優勝　ペーター・ヴェリトス（第1ステージ・TTT）、区間優勝　アレッサンドロ・デマルキ（第14ステージ）
- ロード世界選手権　チームタイムトライアル　優勝

### 2016年
- ツアー・ダウンアンダー　総合2位　リッチー・ポート（第5ステージ優勝）
- パリ～ニース　総合3位　リッチー・ポート
- ティレーノ・アドリアティコ　総合優勝　フレフ・ファン・アヴェルマート（第6優勝）、区間優勝　ダニエル・オス（第1・TTT）
- ボルタ・シクリスタ・ア・カタルーニャ　チーム総合
- ブエルタ・アル・パイスバスコ　区間優勝　サムエル・サンチェス（第4ステージ）
- ツール・ド・スイス　区間優勝　ティジェイ・ヴァン・ガーデレン（第7ステージ）
- イタリア選手権　優勝　マヌエル・クインツィアート　（タイムトライアル）
- オーストラリア選手権　優勝　ロハン・デニス（タイムトライアル）
- ベルギー選手権　優勝　フィリップ・ジルベール（ロード）
- アメリカ合衆国選手権　優勝　テイラー・フィニー（タイムトライアル）
- ツール・ド・フランス　総合5位　リッチー・ポート、区間優勝　フレフ・ファン・アヴェルマート（第5ステージ）
- 2016年リオデジャネイロオリンピック　金メダル フレフ・ファン・アヴェルマート（個人ロードレース）

### 2017年
- オーストラリア選手権　優勝　ロハン・デニス（タイムトライアル）、マイルズ・スコットソン（ロード）
- ツアー・ダウンアンダー　総合優勝　リッチー・ポート（第2,5ステージ優勝）
- ティレーノ〜アドリアティコ
  - 区間優勝　ダミアーノ・カルーゾ（第1ステージ・ＴＴＴ）、ロハン・デニス（第7ステージ・ＩＴＴ）
- ボルタ・シクリスタ・ア・カタルーニャ　区間優勝　チームタイムトライアル（第2ステージ）
- オムロープ・ヘット・ニウスブラット　優勝　フレフ・ファン・アヴェルマート
- E3・ハレルベーク　優勝　フレフ・ファン・アヴェルマート
- ヘント～ウェヴェルヘム　優勝　フレフ・ファン・アヴェルマート
- パリ〜ルーベ　優勝　フレフ・ファン・アヴェルマート
- ツール・ド・ロマンディ
  - 総合優勝　リッチー・ポート
  - 区間優勝　ステファン・キュング（第2ステージ）
- ジロ・デ・イタリア　区間優勝　シルヴァン・ディリエ（第6ステージ）、ティジェイ・ヴァン・ガーデレン（第18ステージ）
- クリテリウム・デュ・ドーフィネ 区間優勝　リッチー・ポート（第4ステージ・ITT）
- ツール・ド・スイス　区間優勝　ローハン・デニス（第1,9ステージ・ITT）
- ルクセンブルク選手権　優勝　ジャン＝ピエール・ドラッカー（個人タイムトライアル）
- スイス選手権　優勝　シルヴァン・ディリエ（ロードレース）、ステファン・キュング（個人タイムトライアル）
- アメリカ合衆国選手権　優勝　ジョーイ・ロスコプフ（個人タイムトライアル）
- ツール・ド・ポローニュ　 総合優勝　ディラン・トゥーンス（第3ステージ優勝）
- ビンクバンク・ツアー　区間優勝　ステファン・キュング（第2ステージ）
- ブエルタ・ア・エスパーニャ　区間優勝 (第1ステージ・TTT)

### 2018年
- オーストラリア選手権　優勝　ロハン・デニス（タイムトライアル）
- ツアー・ダウンアンダー　区間優勝　リッチー・ポート（第5ステージ）
- アブダビ・ツアー　区間優勝　ロハン・デニス（第4ステージ・ITT）
- ティレーノ〜アドリアティコ　区間優勝　ダミアーノ・カルーゾ（第1ステージ・TTT）、ロハン・デニス（第7ステージ・ITT）
- ツアー・オブ・カリフォルニア　区間優勝　ティジェイ・ヴァン・ガーデレン（第4ステージ・個人タイムトライアル）
- ジロ・デ・イタリア　区間優勝　ローハン・デニス（第16ステージ・個人タイムトライアル）
- ツール・ド・スイス
  -  総合優勝　リッチー・ポート
  - 区間優勝　ステファン・キュング（第1ステージ・TTT、第9ステージ・ITT）
- アメリカ合衆国選手権　優勝　ジョーイ・ロスコプフ（個人タイムトライアル）
- スイス選手権　優勝　ステファン・キュング（個人タイムトライアル）
- ツール・ド・フランス　区間優勝（第3ステージ・チームタイムトライアル）
- ビンクバンク・ツアー　区間優勝　ステファン・キュング（第2ステージ・個人タイムトライアル）
- ブエルタ・ア・エスパーニャ　区間優勝　ロハン・デニス（第1,16ステージ・個人タイムトライアル）、アレッサンドロ・デ・マルキ（第11ステージ）
- 世界選手権　 優勝　ローハン・デニス（個人タイムトライアル）

### 2019年
- ニュージーランド選手権　優勝（個人タイムトライアル）パトリック・ベヴィン
- ツアー・ダウンアンダー　区間優勝　パトリック・ベヴィン　 ポイント賞（第2ステージ優勝）
- ツール・ド・ヨークシャー　区間優勝 フレフ・ファン・アヴェルマート (第4ステージ優勝)
- グランプリ・シクリスト・ド・モンレアル　優勝 フレフ・ファン・アヴェルマート

### 2020年
- ジロ・デ・イタリア　区間優勝　ヨーゼフ・チェルニー（英語版）（第19ステージ）

## 2020年陣容
2020年8月26日更新
- ゼネラル・マネジャー - ピョートル・ワデッキ（英語版）

| 選手名                            | 国籍             | 生年月日               | 前年所属チーム                           |
| --------------------------------- | ---------------- | ---------------------- | ---------------------------------------- |
| ウィリアム・バルタ                | アメリカ合衆国   | 1996年1月4日（29歳）   |                                          |
| パトリック・ベヴィン              | ニュージーランド | 1991年5月2日（33歳）   |                                          |
| ヨセフ・チェルニー                | チェコ           | 1993年5月11日（31歳）  |                                          |
| ビクトル・デラパルテ              | スペイン         | 1986年6月22日（38歳）  |                                          |
| アレッサンドロ・デマルキ          | イタリア         | 1986年5月19日（38歳）  |                                          |
| シモン・ゲシュケ                  | ドイツ           | 1986年3月13日（38歳）  |                                          |
| カミル・グラデク                  | ポーランド       | 1990年9月17日（34歳）  |                                          |
| ヤン・ヒルト                      | チェコ           | 1991年1月21日（34歳）  | アスタナ・プロチーム                     |
| ヨナス・コッホ                    | ドイツ           | 1993年6月25日（31歳）  |                                          |
| パヴェル・コチェトコフ            | ロシア           | 1986年3月7日（39歳）   | カチューシャ・アルペシン                 |
| カミル・マウェツキ                | ポーランド       | 1996年1月2日（29歳）   | CCC Development Team                     |
| ヤコブ・マレツコ                  | イタリア         | 1994年4月30日（30歳）  |                                          |
| ファウスト・マスナーダ (8/18まで) | イタリア         | 1993年11月6日（31歳）  | アンドローニ・ジョカットーリ・シデルメク |
| ミハウ・パルタ                    | ポーランド       | 1995年10月4日（29歳）  | CCC Development Team                     |
| セルジュ・パウエルス              | ベルギー         | 1983年11月21日（41歳） |                                          |
| ジョセフ・ロスコフ                | アメリカ合衆国   | 1989年9月5日（35歳）   |                                          |
| シュモン・サイノク                | ポーランド       | 1997年8月24日（27歳）  |                                          |
| ミヒャエル・シェーア              | スイス           | 1986年5月29日（38歳）  |                                          |
| マッテオ・トレンティン            | イタリア         | 1989年8月2日（35歳）   | ミッチェルトン・スコット                 |
| アッティラ・ヴァルテル            | ハンガリー       | 1998年6月12日（26歳）  | CCC Development Team                     |
| フレフ・ファン・アヴェルマート    | ベルギー         | 1985年5月17日（39歳）  |                                          |
| ハイス・ファン・フック            | ベルギー         | 1991年11月12日（33歳） |                                          |
| ネイサン・ファンフーイドンク      | ベルギー         | 1995年10月12日（29歳） |                                          |
| ギヨーム・ファンケイルスブルク    | ベルギー         | 1991年2月14日（34歳）  |                                          |
| フランシスコ・ベントソ            | スペイン         | 1982年5月6日（42歳）   |                                          |
| ルーカス・ヴィシニオウスキー      | ポーランド       | 1991年12月7日（33歳）  |                                          |
| イルヌール・ザカリン              | ロシア           | 1989年9月15日（35歳）  | カチューシャ・アルペシン                 |
| ゲオルク・ツィンマーマン          | ドイツ           | 1997年10月11日（27歳） | Tirol KTM Cycling Team                   |

## 歴代陣容
| 2019年陣容                     | 2019年陣容       | 2019年陣容             | 2019年陣容                                       |
| 選手名                         | 国籍             | 生年月日               | 前年所属チーム                                   |
| ------------------------------ | ---------------- | ---------------------- | ------------------------------------------------ |
| アマーロ・アントゥーニス       | ポルトガル       | 1990年11月27日（34歳） | CCC・スプランディ・ポルコヴィチェ                |
| ウィリアム・バルタ             | アメリカ合衆国   | 1996年1月4日（29歳）   | ヘーゲンズバーマン・アクセオン                   |
| パヴェウ・ベルナス             | ポーランド       | 1990年5月24日（34歳）  | CCC・スプランディ・ポルコヴィチェ                |
| パトリック・ベヴィン           | ニュージーランド | 1991年5月2日（33歳）   |                                                  |
| ヨーゼフ・チェルニー           | チェコ           | 1993年5月11日（31歳）  | エルコフ・アーサー                               |
| ヴィクトル・デラパルテ         | スペイン         | 1986年6月22日（38歳）  | モビスター・チーム                               |
| アレッサンドロ・デ・マルキ     | イタリア         | 1986年5月19日（38歳）  |                                                  |
| シモン・ゲシュケ               | ドイツ           | 1986年3月13日（38歳）  | チーム・サンウェブ                               |
| カミル・グラデク               | ポーランド       | 1990年9月17日（34歳）  | CCC・スプランディ・ポルコヴィチェ                |
| ヨナス・コッホ                 | ドイツ           | 1993年6月25日（31歳）  | CCC・スプランディ・ポルコヴィチェ                |
| ヤクブ・マレチュコ             | イタリア         | 1994年4月30日（30歳）  | ウィリエール・トリエスティーナ＝セッレ・イタリア |
| ルカシュ・オフィシャン         | ポーランド       | 1990年2月24日（35歳）  | CCC・スプランディ・ポルコヴィチェ                |
| セルジュ・パウエルス           | ベルギー         | 1983年11月21日（41歳） | チーム・ディメンションデータ                     |
| ジョーイ・ロスコプフ           | アメリカ合衆国   | 1989年9月5日（35歳）   |                                                  |
| ジモン・サイノク               | ポーランド       | 1997年8月24日（27歳）  | CCC・スプランディ・ポルコヴィチェ                |
| ミヒャエル・シェーア           | スイス           | 1986年5月29日（38歳）  |                                                  |
| ラウレンス・テン・ダム         | オランダ         | 1980年11月13日（44歳） | チーム・サンウェブ                               |
| フレフ・ファン・アヴェルマート | ベルギー         | 1985年5月17日（39歳）  |                                                  |
| ハイス・ファン・フック         | ベルギー         | 1991年11月12日（33歳） | チーム・ロットNL・ユンボ                         |
| ネイサン・ヴァン・ホーイドンク | ベルギー         | 1995年10月12日（29歳） |                                                  |
| ギヨーム・ヴァンケイスブルク   | ベルギー         | 1991年2月14日（34歳）  | ワンティ・グループゴベール                       |
| フランシスコ・ベントソ         | スペイン         | 1982年5月6日（42歳）   |                                                  |
| ウーカシュ・ヴィシニオフスキ   | ポーランド       | 1991年12月7日（33歳）  | チーム・スカイ                                   |
| リカルド・ツォイドル           | オーストリア     | 1988年4月8日（36歳）   | Team Felbermayr - Simplon Wels                   |

| 2018年陣容                     | 2018年陣容       | 2018年陣容             | 2018年陣容                 | 2018年陣容                                  |
| 選手名                         | 国籍             | 生年月日               | 前年所属チーム             | 翌年所属チーム                              |
| ------------------------------ | ---------------- | ---------------------- | -------------------------- | ------------------------------------------- |
| アルベルト・ベッティオール     | イタリア         | 1993年10月29日（31歳） | キャノンデール・ドラパック | EF・エデュケーション・ファースト            |
| パトリック・ベヴィン           | ニュージーランド | 1991年5月2日（33歳）   | キャノンデール・ドラパック |                                             |
| トム・ボーリ                   | スイス           | 1994年1月17日（31歳）  |                            | UAE チーム・エミレーツ                      |
| ブレント・ブックウォルター     | アメリカ合衆国   | 1984年2月16日（41歳）  |                            | ミッチェルトン・スコット                    |
| ダミアーノ・カルーゾ           | イタリア         | 1987年8月12日（37歳）  |                            | バーレーン・メリダ プロ・サイクリングチーム |
| アレッサンドロ・デ・マルキ     | イタリア         | 1986年5月19日（38歳）  |                            |                                             |
| ロハン・デニス                 | オーストラリア   | 1990年5月28日（34歳）  |                            | バーレーン・メリダ プロ・サイクリングチーム |
| ジャンピエール・ドラッカー     | ルクセンブルク   | 1986年9月3日（38歳）   |                            | ボーラ・ハンスグローエ                      |
| キリアン・フランキニー         | スイス           | 1994年1月26日（31歳）  |                            | グルパマ・FDJ                               |
| サイモン・ゲランス             | オーストラリア   | 1980年5月16日（44歳）  | オリカ・スコット           | 引退                                        |
| ステファン・キュング           | スイス           | 1993年11月16日（31歳） |                            | グルパマ・FDJ                               |
| リッチー・ポート               | オーストラリア   | 1985年6月30日（39歳）  |                            | トレック・セガフレード                      |
| ニコラス・ロッシュ             | アイルランド     | 1984年7月3日（40歳）   |                            | チーム・サンウェブ                          |
| ユルヘン・ルランツ             | ベルギー         | 1985年12月10日（39歳） | ロット・ソウダル           | モビスター・チーム                          |
| ジョーイ・ロスコプフ           | アメリカ合衆国   | 1989年9月5日（35歳）   |                            |                                             |
| ミヒャエル・シェーア           | スイス           | 1986年5月29日（38歳）  |                            |                                             |
| マイルズ・スコットソン         | オーストラリア   | 1994年1月18日（31歳）  |                            | グルパマ・FDJ                               |
| ディラン・トゥーンス           | ベルギー         | 1992年3月1日（33歳）   |                            | バーレーン・メリダ プロ・サイクリングチーム |
| フレフ・ファン・アヴェルマート | ベルギー         | 1985年5月17日（39歳）  |                            |                                             |
| ティジェイ・ヴァン・ガーデレン | アメリカ合衆国   | 1988年8月12日（36歳）  |                            | EF・エデュケーション・ファースト            |
| ネイサン・ヴァン・ホーイドンク | ベルギー         | 1995年10月12日（29歳） |                            |                                             |
| フランシスコ・ベントソ         | スペイン         | 1982年5月6日（42歳）   |                            |                                             |
| ロイック・フリーゲン           | ベルギー         | 1993年12月20日（31歳） |                            | ワンティ・グループゴベール                  |
| ダニーロ・ウィス               | スイス           | 1985年8月26日（39歳）  |                            | チーム・ディメンションデータ                |

| 2017年陣容                     | 2017年陣容     | 2017年陣容             | 2017年陣容                  | 2017年陣容                       |
| 選手名                         | 国籍           | 生年月日               | 前年所属チーム              | 翌年所属チーム                   |
| ------------------------------ | -------------- | ---------------------- | --------------------------- | -------------------------------- |
| トム・ボーリ                   | スイス         | 1994年1月17日（31歳）  |                             |                                  |
| ブレント・ブックウォルター     | アメリカ合衆国 | 1984年2月16日（41歳）  |                             |                                  |
| ダミアーノ・カルーゾ           | イタリア       | 1987年8月12日（37歳）  |                             |                                  |
| アレッサンドロ・デ・マルキ     | イタリア       | 1986年5月19日（38歳）  |                             |                                  |
| ロハン・デニス                 | オーストラリア | 1990年5月28日（34歳）  |                             |                                  |
| シルヴァン・ディリエ           | スイス         | 1990年8月3日（34歳）   |                             | AG2R・ラ・モンディアル           |
| ジャンピエール・ドラッカー     | ルクセンブルク | 1986年9月3日（38歳）   |                             |                                  |
| マルティン・エルミガー         | スイス         | 1978年9月23日（46歳）  | IAMサイクリング             | 引退                             |
| キリアン・フランキニー         | スイス         | 1994年1月26日（31歳）  | BMCデヴェロップメントチーム |                                  |
| フローリス・ゲルツ             | オランダ       | 1992年5月3日（32歳）   |                             | 未定                             |
| ベン・ヘルマンス               | ベルギー       | 1986年6月8日（38歳）   |                             | イスラエルサイクリングアカデミー |
| ステファン・キュング           | スイス         | 1993年11月16日（31歳） |                             |                                  |
| アマエル・モワナール           | フランス       | 1982年2月2日（43歳）   |                             | フォルテュネオ・サムシック       |
| ダニエル・オス                 | イタリア       | 1987年1月13日（38歳）  |                             | ボーラ・ハンスグローエ           |
| リッチー・ポート               | オーストラリア | 1985年6月30日（39歳）  |                             |                                  |
| マヌエル・クインツィアート     | イタリア       | 1979年10月30日（45歳） |                             | 引退                             |
| ニコラス・ロッシュ             | アイルランド   | 1984年7月3日（40歳）   | チームスカイ                |                                  |
| ジョーイ・ロスコプフ           | アメリカ合衆国 | 1989年9月5日（35歳）   |                             |                                  |
| サムエル・サンチェス           | スペイン       | 1978年2月5日（47歳）   |                             | 引退(10/5)                       |
| ミヒャエル・シェーア           | スイス         | 1986年5月29日（38歳）  |                             |                                  |
| マイルズ・スコットソン         | オーストラリア | 1994年1月18日（31歳）  | チーム イルミネイト         |                                  |
| マヌエル・センニ               | イタリア       | 1992年3月11日（33歳）  |                             | バルディアーニ・CSF              |
| ディラン・トゥーンス           | ベルギー       | 1992年3月1日（33歳）   |                             |                                  |
| フレフ・ファン・アヴェルマート | ベルギー       | 1985年5月17日（39歳）  |                             |                                  |
| ティジェイ・ヴァン・ガーデレン | アメリカ合衆国 | 1988年8月12日（36歳）  |                             |                                  |
| ネイサン・ヴァン・ホーイドンク | ベルギー       | 1995年10月12日（29歳） | 5/15より加入                |                                  |
| フランシスコ・ベントソ         | スペイン       | 1982年5月6日（42歳）   | モビスター・チーム          |                                  |
| ロイック・フリーゲン           | ベルギー       | 1993年12月20日（31歳） |                             |                                  |
| ダニーロ・ウィス               | スイス         | 1985年8月26日（39歳）  |                             |                                  |

| 2016年陣容                     | 2016年陣容     | 2016年陣容             | 2016年陣容                  |
| 選手名                         | 国籍           | 生年月日               | 前年所属チーム              |
| ------------------------------ | -------------- | ---------------------- | --------------------------- |
| ダルウィン・アタプマ           | コロンビア     | 1988年1月15日（37歳）  |                             |
| トム・ボーリ                   | スイス         | 1994年1月17日（31歳）  |                             |
| ブレント・ブックウォルター     | アメリカ合衆国 | 1984年2月16日（41歳）  |                             |
| マルクス・ブルクハルト         | ドイツ         | 1983年6月30日（41歳）  |                             |
| ダミアーノ・カルーゾ           | イタリア       | 1987年8月12日（37歳）  |                             |
| アレッサンドロ・デ・マルキ     | イタリア       | 1986年5月19日（38歳）  |                             |
| ロハン・デニス                 | オーストラリア | 1990年5月28日（34歳）  |                             |
| シルヴァン・ディリエル         | スイス         | 1990年8月3日（34歳）   |                             |
| ジャンピエール・ドラッカー     | ルクセンブルク | 1986年9月3日（38歳）   |                             |
| フローリス・ゲルツ             | オランダ       | 1992年5月3日（32歳）   |                             |
| フィリップ・ジルベール         | ベルギー       | 1982年7月5日（42歳）   |                             |
| ベン・ヘルマンス               | ベルギー       | 1986年6月8日（38歳）   |                             |
| ステファン・キュング           | スイス         | 1993年11月16日（31歳） |                             |
| アマエル・モワナール           | フランス       | 1982年2月2日（43歳）   |                             |
| ダニエル・オス                 | イタリア       | 1987年1月13日（38歳）  |                             |
| テイラー・フィニー             | アメリカ合衆国 | 1990年6月27日（34歳）  |                             |
| リッチー・ポート               | オーストラリア | 1985年6月30日（39歳）  | チームスカイ                |
| マヌエル・クインツィアート     | イタリア       | 1979年10月30日（45歳） |                             |
| ジョーイ・ロスコプフ           | アメリカ合衆国 | 1989年9月5日（35歳）   |                             |
| サムエル・サンチェス           | スペイン       | 1978年2月5日（47歳）   |                             |
| ミヒャエル・シェーア           | スイス         | 1986年5月29日（38歳）  |                             |
| マヌエル・センニ               | イタリア       | 1992年3月11日（33歳）  |                             |
| ディラン・テウンス             | ベルギー       | 1992年3月1日（33歳）   |                             |
| フレフ・ファン・アヴェルマート | ベルギー       | 1985年5月17日（39歳）  |                             |
| ティジェイ・ヴァン・ガーデレン | アメリカ合衆国 | 1988年8月12日（36歳）  |                             |
| ペーター・ヴェリトス           | スロバキア     | 1985年8月12日（39歳）  |                             |
| ロイック・フリーゲン           | ベルギー       | 1993年12月20日（31歳） |                             |
| ダニーロ・ウィス               | スイス         | 1985年8月26日（39歳）  |                             |
| リック・ツァベル               | ドイツ         | 1993年12月7日（31歳）  |                             |
| テイラー・アイゼンハート       | アメリカ合衆国 | 1994年7月14日（30歳）  | BMCデヴェロップメントチーム |

| 2012年陣容                     | 2012年陣容     | 2012年陣容     | 2012年陣容               |
| 選手名                         | 国籍           | 生年月日       | 前年所属チーム           |
| ------------------------------ | -------------- | -------------- | ------------------------ |
| アレッサンドロ・バッラン       | イタリア       | 1979年11月6日  |                          |
| アダム・ブライス               | イギリス       | 1989年10月1日  | オメガファーマ・ロット   |
| クリス・バートン               | アメリカ合衆国 | 1988年6月7日   |                          |
| ブレント・ブックウォルター     | アメリカ合衆国 | 1984年2月16日  |                          |
| マルクス・ブルクハルト         | ドイツ         | 1983年6月30日  |                          |
| スティーヴ・カミングス         | イギリス       | 1981年3月19日  | チーム・スカイ           |
| クリス・バトラー               | アメリカ合衆国 | 1988年2月16日  |                          |
| ヤニック・エイセン             | ベルギー       | 1989年6月26日  |                          |
| カデル・エヴァンス             | オーストラリア | 1977年2月14日  |                          |
| マティアス・フランク           | スイス         | 1986年12月9日  |                          |
| フィリップ・ジルベール         | ベルギー       | 1982年7月5日   | オメガファーマ・ロット   |
| ジョージ・ヒンカピー           | アメリカ合衆国 | 1973年6月28日  |                          |
| トル・フースホフト             | ノルウェー     | 1978年1月18日  | ガーミン・セルヴェロ     |
| マルティン・コーラー           | スイス         | 1985年7月17日  |                          |
| クラース・ロデウェイク         | ベルギー       | 1988年3月24日  | オメガファーマ・ロット   |
| アマエル・モワナール           | フランス       | 1982年2月2日   |                          |
| スティーヴ・モラビート         | スイス         | 1983年1月30日  |                          |
| テイラー・フィニー             | アメリカ合衆国 | 1990年6月27日  |                          |
| マルコ・ピノッティ             | イタリア       | 1976年2月25日  | チーム・HTC - ハイロード |
| マヌエル・クインツィアート     | イタリア       | 1979年10月30日 |                          |
| ティモシー・ロー               | アメリカ合衆国 | 1989年10月28日 |                          |
| マウロ・サンタンブロージョ     | イタリア       | 1984年10月7日  |                          |
| イヴァン・サンタロミータ       | イタリア       | 1984年4月30日  |                          |
| ミヒャエル・シェーア           | スイス         | 1986年5月29日  |                          |
| ヨハン・チョップ               | スイス         | 1982年7月1日   |                          |
| フレフ・ファン・アヴェルマート | ベルギー       | 1985年5月17日  |                          |
| ティジェイ・ヴァン・ガーデレン | アメリカ合衆国 | 1988年8月12日  | チーム・HTC - ハイロード |
| ダニーロ・ウィス               | スイス         | 1985年8月26日  |                          |

| 2011年陣容                         | 2011年陣容     | 2011年陣容     | 2011年陣容                           |
| 選手名                             | 国籍           | 生年月日       | 前年所属チーム                       |
| ---------------------------------- | -------------- | -------------- | ------------------------------------ |
| アレッサンドロ・バッラン           | イタリア       | 1979年11月6日  |                                      |
| クリス・バートン                   | アメリカ合衆国 | 1988年6月7日   |                                      |
| チャド・ベイヤー                   | アメリカ合衆国 | 1986年8月15日  |                                      |
| ブレント・ブックウォルター         | アメリカ合衆国 | 1984年2月16日  |                                      |
| マルクス・ブルクハルト             | ドイツ         | 1983年6月30日  |                                      |
| クリス・バトラー                   | アメリカ合衆国 | 1988年2月16日  |                                      |
| ヤニック・エイセン                 | ベルギー       | 1989年6月26日  | サイレンス・ロット(トレーニー)       |
| カデル・エヴァンス                 | オーストラリア | 1977年2月14日  |                                      |
| マティアス・フランク               | スイス         | 1986年12月9日  |                                      |
| ジョージ・ヒンカピー               | アメリカ合衆国 | 1973年6月28日  |                                      |
| アレクサンダー・クリストフ         | ノルウェー     | 1987年7月5日   |                                      |
| カルステン・クローン               | オランダ       | 1976年1月20日  |                                      |
| ジェフ・ラウダー                   | アメリカ合衆国 | 1977年12月8日  |                                      |
| アマエル・モワナール               | フランス       | 1982年2月2日   | コフィディス                         |
| スティーヴ・モラビート             | スイス         | 1983年1月30日  |                                      |
| ジョン・マーフィー                 | アメリカ合衆国 | 1984年12月15日 |                                      |
| テイラー・フィニー                 | アメリカ合衆国 | 1990年6月27日  | チーム・レディオシャック(トレーニー) |
| マヌエル・クインツァート           | イタリア       | 1979年10月30日 | リクイガス・ドイモ                   |
| ティモシー・ロー                   | アメリカ合衆国 | 1989年10月28日 | トレック・ライヴストロングU23        |
| マウロ・サンタンブロージョ         | イタリア       | 1984年10月7日  |                                      |
| ミヒャエル・シェアー               | スイス         | 1986年5月29日  |                                      |
| ヨハン・チョップ                   | スイス         | 1982年7月1日   | Bbox - ブイグテレコム                |
| グレッグ・ヴァン・アーヴェルマート | ベルギー       | 1985年5月17日  | オメガ・ファーマ - ロット            |
| ラリー・ワーバス                   | アメリカ合衆国 | 1990年6月28日  | 新人                                 |
| ダニーロ・ヴァイス                 | スイス         | 1985年8月26日  |                                      |
| ジーモン・ツァーナー               | スイス         | 1983年3月6日   |                                      |